# Редактор уровней

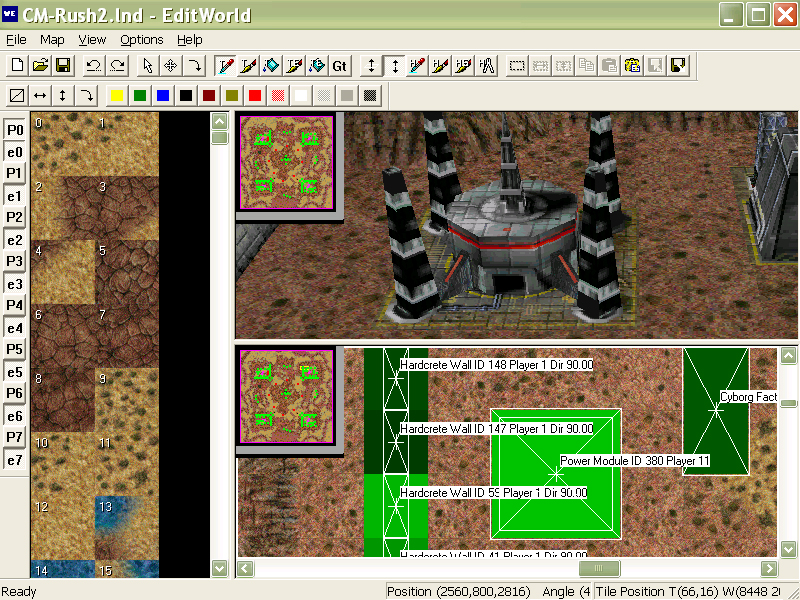
EditWorld — редактор карт Warzone 2100

Редактор уровней (также известен как игровой редактор, редактор карт, кампаний или сценариев; англ. level editor) — прикладное программное обеспечение, которое используется для проектирования и создания уровней в компьютерных играх. Редактор уровней для компьютерной игры может быть выпущен как самим разработчиком данной компьютерной игры (в таком случае он — официальный), так и обществом фанатов данной игры. Человек, связанный с созданием игровых уровней, называется дизайнером уровней или картостроителем.
Иногда редактор уровней интегрирован с самой игрой и является её неотъемлемой частью. В других случаях (чаще всего) редактор является отдельной частью игры и даже поставляется отдельно. В этом случае редактор может быть как официальный — созданный разработчиками игры, так и неофициальный — созданный фанатами.
Редакторы уровней в большинстве случаев используются для создания уровней лишь для определённого игрового движка. Разработка игрового редактора занимает много времени и средств, поэтому намного выгодней выпустить несколько игр на основе одного игрового движка и прилагающемуся к нему редакторе, чем для каждой игры создавать новый отдельный редактор.
Для того, чтобы внести в создаваемый уровень такие изменения, которые невозможно реализовать с помощью редактора (новые модели, текстуры, изменения в движке), разработчики, как правило, выпускают т. н. «комплект для разработки ПО» (англ. Software Development Kit, сокр. SDK). Примерами могут служить редактор Sandbox 2 и Crysis Mod SDK, разработанные Crytek и базирующееся на игровом движке CryEngine 2.

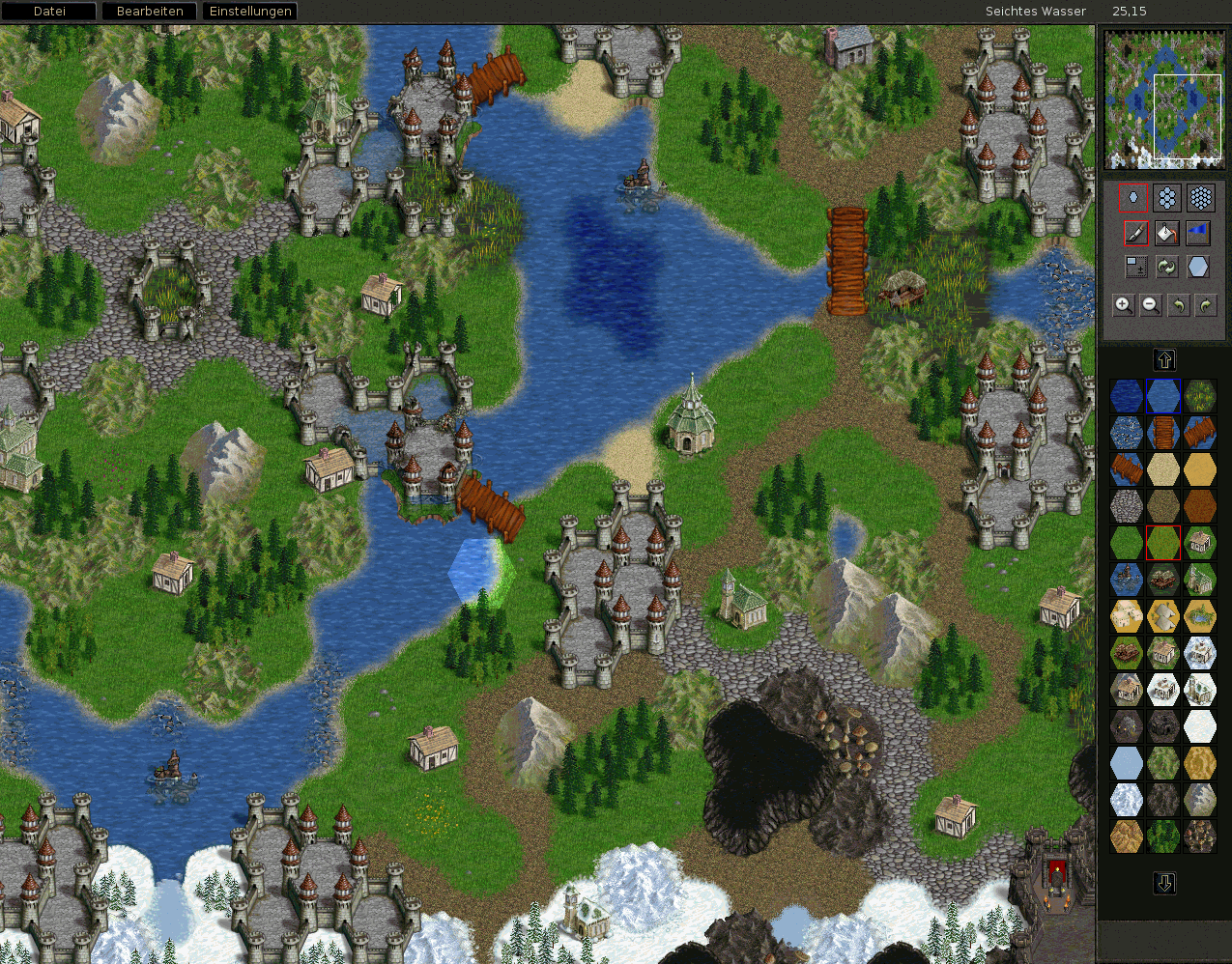
Редактор карт Battle for Wesnoth

Примеры официально выпущенных редакторов уровней:
- StarEdit — редактор карт для игры StarCraft, разработанный Blizzard Entertainment. Включает также собственную систему написания скриптов и редактирования параметров юнитов.
- Warcraft III World Editor — редактор уровней для игры Warcraft III, разработанный Blizzard Entertainment. Является существенно расширенной и обновлённой версией StarEdit.
- Sandbox — редактор, разработанный фирмой Crytek. Первая версия (2004 год) используется в игре Far Cry, а вторая (2007 год) — в Crysis.
- Crysis Mod SDK — дополнительные компоненты, существенно расширяющие возможности редактора Sandbox 2.
- UnrealEd — серия редакторов для серии шутеров от первого лица Unreal. Позволяет редактировать почти все игровые ресурсы.
- Qoole — редактор уровней для игр, основанных на Quake engine. Поддерживает Quake, Quake II, некоторые их моды и Hexen 2.
- Valve Hammer Editor — главный компонент Source SDK, используемый для создания уровней для игр Portal, Portal 2, Half-Life, Half-Life 2 и всех модификаций и аддонов к ним. Первые версии редактора созданы на основе Qoole и поддерживали Quake и Quake II.
- Tomb Raider Level Editor — изначально пакет программ, выпущенный в 2000 году компанией Core Design вместе с игрой Tomb Raider Chronicles. Впоследствии существенно развит и дополнен как официально, так и фанатами.

В годы становления индустрии компьютерных и видеоигр некоторые игры поставлялись вместе с утилитами, называвшимися «Конструктор» (англ. Construction set или Construction kit). Эти конструкторы можно считать своеобразными игровыми редакторами. Некоторые примеры конструкторов:
- The Elder Scrolls Construction Set
- G.E.C.K. (для серии Fallout)
- Pinball Construction Set
- Adventure Construction Set
- Shoot’Em-Up Construction Kit
- Racing Destruction Set
- SimCity Construction Kit